# Futura Volley Giovani 2024-2025
Questa voce raccoglie le informazioni riguardanti la Futura Volley Giovani nelle competizioni ufficiali della stagione 2024-2025.

## Stagione
Nella stagione 2024-25 la Futura Volley Giovani assume la denominazione sponsorizzata di Futura Giovani Busto Arsizio.
Partecipa per la sesta volta consecutiva al campionato di Serie A2 terminando il girone B della regular season al primo posto in classifica e la successiva pool promozione al terzo posto: conquista così l'accesso ai play-off promozione dove viene elimimata in semifinale dalla Sant'Anna.
A seguito del primo posto in classifica al termine del girone di andata, si qualifica per la Coppa Italia di Serie A2 dove viene eliminata in semifinale dall'Adolfo Consolini.

## Organigramma societario
Area direttiva
- Presidente: Forte Franco
- Presidente onorario: Forte Raffaele
- Direttore sportivo: Lucchini Matteo
- Team manager: Francesconi Beatrice
- Responsabile logistica: Marelli Claudio
- Responsabile amministrativa: Calloni Roberta

Area tecnica
- Allenatore: Alessandro Beltrami
- Allenatore in seconda: Mauro Tettamanti (fino al 2 dicembre 2024), Nicolò Cozzi (dal 2 dicembre 2024)
- Assistente allenatore: Davide Barella
- Scout Man: Parise Alessandro

Area comunicazione
- Responsabile comunicazione: Pini Samantha
- Responsabile new media: Protasoni Roberto, Covizzi Giorgia
- Fotografo: Marini Loris
- Speaker: Protasoni Roberto

Area marketing
- Responsabile marketing: Pini Samantha
- Referente marketing: Caprioli Pierfranco

Area sanitaria
- Medico: Maria Nadia Brogioli
- Preparatore atletico: Povia Valerio
- Massoterapista: Forte Marco, Bastianello Christian

## Rosa
| N° | Nome                | Ruolo | Data di nascita  | Nazionalità sportiva |
| -- | ------------------- | ----- | ---------------- | -------------------- |
| 1  | Barbara Zakościelna | S     | 24 luglio 1998   | Polonia              |
| 2  | Bianca Orlandi      | S     | 26 aprile 2003   | Italia               |
| 3  | Aurora Del Freo     | S     | 29 aprile 2006   | Italia               |
| 4  | Gaia Spiriti        | O     | 4 maggio 2007    | Italia               |
| 5  | Sofia Monza         | P     | 11 maggio 2002   | Italia               |
| 6  | Giada Cecchetto     | L     | 6 giugno 1991    | Italia               |
| 7  | Giulia Osana        | L     | 1º dicembre 2005 | Italia               |
| 8  | Alyssa Enneking     | S     | 8 dicembre 1997  | Stati Uniti          |
| 9  | Elisa Zanette       | O     | 17 febbraio 1996 | Italia               |
| 10 | Valentina Brandi    | P     | 8 maggio 2004    | Italia               |
| 11 | Chiara Landucci     | C     | 22 maggio 2002   | Italia               |
| 14 | Fatim Kone          | C     | 25 ottobre 2000  | Italia               |
| 15 | Sofia Rebora        | C     | 23 febbraio 1993 | Italia               |
| 17 | Federica Baratella  | L     | 13 febbraio 2006 | Italia               |

## Mercato
| Acquisti | Acquisti            | Acquisti       | Acquisti   |
| R.       | Nome                | da             | Modalità   |
| -------- | ------------------- | -------------- | ---------- |
| L        | Federica Baratella  | Cutrofiano     | definitivo |
| P        | Valentina Brandi    | Alba           | definitivo |
| L        | Giada Cecchetto     | Bergamo 1991   | definitivo |
| S        | Aurora Del Freo     | AGIL           | definitivo |
| S        | Alyssa Enneking     | Braga          | definitivo |
| C        | Fatim Kone          | Chieri '76     | definitivo |
| C        | Chiara Landucci     | Esperia        | definitivo |
| S        | Bianca Orlandi      | Hermaea        | definitivo |
| S        | Barbara Zakościelna | Jedynka Tarnów | definitivo |

| Cessioni | Cessioni            | Cessioni              | Cessioni   |
| R.       | Nome                | a                     | Modalità   |
| -------- | ------------------- | --------------------- | ---------- |
| L        | Ilaria Bonvicini    | -                     | ritirata   |
| S        | Teresa Bosso        | Mondovì               | definitivo |
| P        | Francesca Bresciani | New Ripalta           | definitivo |
| S        | Lea Cvetnić         | -                     | ritirata   |
| O        | Lara Del Core       | Virginia Commonwealth | definitivo |
| C        | Eleonora Furlan     | -                     | ritirata   |
| S        | Valentina Pomili    | CLAI Imola            | definitivo |
| S        | Lana Conceição      | Vallecamonica Sebino  | definitivo |
| C        | Viola Tonello       | Millenium Brescia     | definitivo |

## Risultati

### Serie A2

#### Girone di andata
| 1ª Giornata - 5 ottobre 2024 PalaRadi, Cremona                       | Esperia        | 3 - 0 | Futura Giovani | 25-22, 25-15, 25-20               |
| 2ª Giornata - 13 ottobre 2024 PalaBorsani, Castellanza               | Futura Giovani | 3 - 1 | Concorezzo     | 25-15, 21-25, 25-13, 25-21        |
| 3ª Giornata - 20 ottobre 2024 PalaBorsani, Castellanza               | Futura Giovani | 2 - 3 | Trentino       | 18-25, 30-28, 27-25, 22-25, 5-15  |
| 4ª Giornata - 27 ottobre 2024 Geopalace, Olbia                       | Hermaea        | 0 - 3 | Futura Giovani | 22-25, 11-25, 13-25               |
| 5ª Giornata - 3 novembre 2024 Pala Francescucci, Casnate con Bernate | Alba           | 2 - 3 | Futura Giovani | 25-20, 30-32, 25-15, 16-25, 12-15 |
| 6ª Giornata - 10 novembre 2024 PalaBorsani, Castellanza              | Futura Giovani | 3 - 0 | Fratte         | 25-17, 25-15, 25-18               |
| 7ª Giornata - 17 novembre 2024 PalaCoim, Offanengo                   | Offanengo      | 0 - 3 | Futura Giovani | 17-25, 15-25, 16-25               |
| 8ª Giornata - 24 novembre 2024 PalaBorsani, Castellanza              | Futura Giovani | 3 - 0 | Altino         | 25-11, 25-20, 25-21               |
| 9ª Giornata - 1º dicembre 2024 Palasport Da Copertino, Lecce         | Melendugno     | 1 - 3 | Futura Giovani | 16-25, 17-25, 25-18, 24-26        |

#### Girone di ritorno
| 10ª Giornata - 9 dicembre 2024 PalaBorsani, Castellanza            | Futura Giovani | 3 - 0 | Esperia        | 25-20, 25-22, 25-23               |
| 11ª Giornata - 15 dicembre 2024 Palazzetto dello Sport, Concorezzo | Concorezzo     | 1 - 3 | Futura Giovani | 21-25, 23-25, 25-23, 23-25        |
| 12ª Giornata - 22 dicembre 2024 Sanbàpolis, Trento                 | Trentino       | 2 - 3 | Futura Giovani | 25-21, 25-16, 19-25, 22-25, 13-15 |
| 13ª Giornata - 26 dicembre 2024 PalaBorsani, Castellanza           | Futura Giovani | 3 - 0 | Hermaea        | 25-18, 25-10, 25-14               |
| 14ª Giornata - 5 gennaio 2025 PalaBorsani, Castellanza             | Futura Giovani | 3 - 2 | Alba           | 25-19, 16-25, 21-25, 25-12, 15-11 |
| 15ª Giornata - 12 gennaio 2025 Palazzo dello Sport, Trebaseleghe   | Fratte         | 3 - 0 | Futura Giovani | 29-27, 25-21, 26-24               |
| 16ª Giornata - 18 gennaio 2025 PalaBorsani, Castellanza            | Futura Giovani | 3 - 1 | Offanengo      | 25-19, 17-25, 25-21, 25-17        |
| 17ª Giornata - 26 gennaio 2025 Palazzetto dello Sport, Vasto       | Altino         | 0 - 3 | Futura Giovani | 11-25, 21-25, 18-25               |
| 18ª Giornata - 2 febbraio 2025 PalaBorsani, Castellanza            | Futura Giovani | 3 - 1 | Melendugno     | 21-25, 25-16, 25-21, 25-18        |

#### Pool promozione
| 1ª Giornata - 16 febbraio 2025 Pala CBL, Costa Volpino                        | Vallecamonica Sebino | 0 - 3 | Futura Giovani       | 19-25, 25-27, 16-25               |
| 2ª Giornata - 19 febbraio 2025 PalaBorsani, Castellanza                       | Futura Giovani       | 0 - 3 | Adolfo Consolini     | 21-25, 23-25, 19-25               |
| 3ª Giornata - 23 febbraio 2025 PalaRescifina, Messina                         | Sant'Anna            | 2 - 3 | Futura Giovani       | 23-25, 25-16, 20-25, 25-21, 11-15 |
| 4ª Giornata - 3 marzo 2025 PalaBorsani, Castellanza                           | Futura Giovani       | 2 - 3 | Millenium Brescia    | 28-26, 22-25, 25-16, 21-25, 11-15 |
| 5ª Giornata - 9 marzo 2025 PalaFontescodella, Macerata                        | Helvia Recina        | 3 - 1 | Futura Giovani       | 25-14, 25-17, 22-25, 25-16        |
| 6ª Giornata - 12 marzo 2025 PalaBorsani, Castellanza                          | Futura Giovani       | 3 - 1 | Vallecamonica Sebino | 23-25, 25-16, 25-16, 25-16        |
| 7ª Giornata - 16 marzo 2025 Palazzetto dello Sport, San Giovanni in Marignano | Adolfo Consolini     | 3 - 0 | Futura Giovani       | 25-20, 25-17, 25-15               |
| 8ª Giornata - 22 marzo 2025 PalaBorsani, Castellanza                          | Futura Giovani       | 3 - 2 | Sant'Anna            | 24-26, 25-18, 23-25, 25-20, 15-11 |
| 9ª Giornata - 26 marzo 2025 PalaGeorge, Montichiari                           | Millenium Brescia    | 1 - 3 | Futura Giovani       | 27-25, 22-25, 18-25, 15-25        |
| 10ª Giornata - 29 marzo 2025 PalaBorsani, Castellanza                         | Futura Giovani       | 3 - 1 | Helvia Recina        | 28-26, 13-25, 25-18, 25-23        |

#### Play-off promozione
| Semifinali (gara 1) - 6 aprile 2025 PalaBorsani, Castellanza | Futura Giovani | 1 - 3 | Sant'Anna      | 24-26, 18-25, 25-19, 23-25 |
| Semifinali (gara 2) - 9 aprile 2025 PalaRescifina, Messina   | Sant'Anna      | 3 - 0 | Futura Giovani | 25-17, 25-10, 25-18        |

### Coppa Italia di Serie A2
| Quarti di finale - 18 dicembre 2024 PalaBorsani, Castellanza                  | Futura Giovani   | 3 - 2 | Helvia Recina  | 25-19, 18-25, 23-25, 25-17, 15-10 |
| Semifinali - 8 gennaio 2025 Palazzetto dello Sport, San Giovanni in Marignano | Adolfo Consolini | 3 - 1 | Futura Giovani | 25-19, 23-25, 25-22, 25-21        |

## Statistiche

### Statistiche di squadra
| Competizione             | Punti | In casa | In casa | In casa | In trasferta | In trasferta | In trasferta | Totale | Totale | Totale |
| Competizione             | Punti | G       | V       | P       | G            | V            | P            | G      | V      | P      |
| ------------------------ | ----- | ------- | ------- | ------- | ------------ | ------------ | ------------ | ------ | ------ | ------ |
| Serie A2                 | 60    | 15      | 11      | 4       | 15           | 10           | 5            | 30     | 21     | 9      |
| Coppa Italia di Serie A2 |       | 1       | 1       | 0       | 1            | 0            | 1            | 2      | 1      | 1      |
| Totale                   | -     | 16      | 12      | 4       | 16           | 10           | 6            | 32     | 22     | 10     |

G = partite giocate; V = partite vinte; P = partite perse 

### Statistiche dei giocatori
| Giocatore      | Serie A2 | Serie A2 | Serie A2 | Serie A2 | Serie A2 | Coppa Italia di Serie A2 | Coppa Italia di Serie A2 | Coppa Italia di Serie A2 | Coppa Italia di Serie A2 | Coppa Italia di Serie A2 | Totale | Totale | Totale | Totale | Totale |
| Giocatore      | P        | PT       | AV       | MV       | BV       | P                        | PT                       | AV                       | MV                       | BV                       | P      | PT     | AV     | MV     | BV     |
| -------------- | -------- | -------- | -------- | -------- | -------- | ------------------------ | ------------------------ | ------------------------ | ------------------------ | ------------------------ | ------ | ------ | ------ | ------ | ------ |
| F. Baratella   | 22       | 6        | 1        | 0        | 5        | 1                        | 0                        | 0                        | 0                        | 0                        | 23     | 6      | 1      | 0      | 5      |
| V. Brandi      | 14       | 1        | 1        | 0        | 0        | 0                        | 0                        | 0                        | 0                        | 0                        | 14     | 1      | 1      | 0      | 0      |
| G. Cecchetto   | 28       | 0        | 0        | 0        | 0        | 2                        | 0                        | 0                        | 0                        | 0                        | 30     | 0      | 0      | 0      | 0      |
| A. Del Freo    | 17       | 11       | 6        | 3        | 2        | 0                        | 0                        | 0                        | 0                        | 0                        | 17     | 11     | 6      | 3      | 2      |
| A. Enneking    | 30       | 493      | 440      | 45       | 8        | 2                        | 45                       | 40                       | 5                        | 0                        | 32     | 538    | 480    | 50     | 8      |
| F. Kone        | 28       | 229      | 156      | 54       | 19       | 2                        | 13                       | 10                       | 3                        | 0                        | 30     | 242    | 166    | 57     | 19     |
| C. Landucci    | 18       | 50       | 23       | 20       | 7        | 2                        | 3                        | 1                        | 2                        | 0                        | 20     | 53     | 24     | 22     | 7      |
| S. Monza       | 30       | 71       | 44       | 17       | 10       | 2                        | 9                        | 1                        | 4                        | 4                        | 32     | 80     | 45     | 21     | 14     |
| B. Orlandi     | 30       | 254      | 217      | 22       | 15       | 2                        | 11                       | 10                       | 1                        | 0                        | 32     | 265    | 227    | 23     | 15     |
| G. Osana       | 9        | 1        | 0        | 0        | 1        | 0                        | 0                        | 0                        | 0                        | 0                        | 9      | 1      | 0      | 0      | 1      |
| S. Rebora      | 30       | 296      | 172      | 90       | 34       | 2                        | 22                       | 15                       | 5                        | 2                        | 32     | 318    | 187    | 95     | 36     |
| G. Spiriti     | 3        | 1        | 1        | 0        | 0        | 0                        | 0                        | 0                        | 0                        | 0                        | 3      | 1      | 1      | 0      | 0      |
| B. Zakościelna | 19       | 55       | 44       | 9        | 2        | 2                        | 9                        | 9                        | 0                        | 0                        | 21     | 64     | 53     | 9      | 2      |
| E. Zanette     | 29       | 499      | 439      | 35       | 25       | 2                        | 29                       | 28                       | 0                        | 1                        | 31     | 528    | 467    | 35     | 26     |

P = presenze; PT = punti totali; AV = attacchi vincenti; MV = muri vincenti; BV = battute vincenti